# رویل پاینز (کارولینای شمالی)
رویل پاینز (به انگلیسی: Royal Pines) شهری در ایالت کارولینای شمالی کشور ایالات متحده آمریکا است که جمعیت آن در سرشماری سال ۲۰۱۰ میلادی، ۴٬۲۷۲ نفر بوده‌است.